# Терпило Валентин Павлович
Валенти́н Па́влович Терпи́ло (нар. 11 березня 1934, Трипілля Обухівського району Київської області) — український економіст і банкір, Голова Правління Укрзовнішекономбанку в 1988—1992 роках, дійсний член Академії інженерних наук України, заслужений економіст України.

## Життєпис
Народився 11 березня 1934 року в селі Трипілля Обухівського району Київської області. Закінчив місцеву школу.
Після здобуття вищої освіти працював інспектором Київського місьфінвідділу, згодом в апараті Міністерства фінансів УРСР: пройшов шлях від начальника відділу і управління до заступника міністра фінансів УРСР.
Від 1980 року — заступник міністра фінансів УРСР.
1988—1992 — Голова Правління Укрзовнішекономбанку, на базі якого 1992 року був створений Державний експортно-імпортний банк України..
1992—1993 — перший заступник Голови Правління Національного банку України.
1993—2000 — заступник Голови Правління Національного банку України.
З 1995 року був членом Робочої групи з розробки проектів нормативних актів з питань здійснення грошової реформи, ініціатор карбування в Україні пам'ятних та ювілейних монет.
З 1999 року — державний службовець першого рангу.
З квітня 2000 до 30 грудня 2003 — радник Голови Національного банку України.

## Нагороди
- 1997 — Орден За заслуги III ступеня[9]